# Neobisium heros
Neobisium heros är en spindeldjursart som beskrevs av Beier 1938. Neobisium heros ingår i släktet Neobisium och familjen helplåtklokrypare. Inga underarter finns listade i Catalogue of Life.